# ユリウス・ルーデル
ユリウス・ルーデル（Julius Rudel, 1921年3月6日ウィーン - 2014年6月26日マンハッタン）は、指揮者、ピアニストである。ニューヨーク・シティ・オペラの音楽監督などを務めた。

## 生涯
1921年3月6日、ヤコブとヨゼフィーネのもとウィーンで生まれる。父は法律家で、保険会社の役員も務めていた。3歳でヴァイオリン、7歳でピアノを始め、ウィーン音楽アカデミーで学ぶも、1938年のナチス・ドイツによるオーストリア併合を受け、17歳の時に母と弟とともにパリ経由でニューヨークへと渡った。なお、父はオーストリア併合の2ヶ月前に死去している。その後、マネス音楽大学で勉学を続け、1942年に卒業。なお、ルーデルは音楽の勉強の傍ら、家計を助けるために配達員や在庫係として働いていた。また、1942年にはリタ・ギリスと結婚した。
1943年、練習ピアニストとしてニューヨーク・シティ・オペラに入団。アメリカ合衆国の市民権を得た1944年に副指揮者へと昇格し、同年『ジプシー男爵』を指揮してデビューを果たした。その後も副指揮者として活動を続け、1957年に音楽監督兼首席指揮者に任命された。ルーデルはニューヨーク・シティ・オペラに黄金期をもたらしたと評されている。ルーデル時代には、19作品の世界初演、7件のアメリカ初演、12作品のニューヨーク初演が行われたほか、同時代にはあまり演奏されていなかったゲオルク・フリードリヒ・ヘンデルの作品を取り上げた。また、ルーデルは才能の発掘にも取り組み、ホセ・カレーラス、プラシド・ドミンゴ、シェリル・ミルンズ、ビヴァリー・シルズらの若手歌手を育てた。
なお、ルーデルはニューヨーク・シティ・オペラ以外の団体にも登壇し、1971年から1975年にかけてケネディ・センターの音楽監督を務めた。また、1978年からはバッファロー・フィルハーモニー管弦楽団の指揮者を務め、新作を取り上げないという理由でファンからは不評だったため1984年に辞意を表明した。上地隆裕は「ルーデル時代のバッファロー・フィルハーモニー管弦楽団は、荒廃の極に達したような惨状を呈することになる。何故なら、新監督が情熱を傾けたのは、高度な演奏水準を守ることよりも、経営面での指導助言を与える方だったからだ」と指摘している。
2014年6月26日、マンハッタンの自宅にて死去。93歳だった。ルーデルの死は、息子のアンソニーによって発表された。

## レパートリー
クラウディオ・モンテヴェルディの作品から、同時代を生きたアルベルト・ヒナステラの作品まで、幅広いオペラを指揮した。また。オペラ以外にも、オーケストラ作品の指揮も行なっている。なお、ルーデルは熟練したピアニストでもあり、チャリティコンサートでアリシア・デ・ラローチャやホルヘ・ボレットとともにピアノを弾くこともあった。

## 顕彰歴
1961年、オーストリア政府から芸術と科学の名誉勲章を贈られた。また、ドイツ、イスラエル政府からも表彰されている。